# NGC 6250
NGC 6250 (другие обозначения — OCL 991, ESO 277-SC20) — рассеянное скопление в созвездии Жертвенник.
Этот объект входит в число перечисленных в оригинальной редакции «Нового общего каталога».